# عزه بنت فیصل
شاهدخت عزه بنت فیصل عراق (۱۹۰۵–۱۹۶۰) یک شاهدخت عراقی بود. او دختر ملک فیصل اول عراق و ملکه حزیمه بنت ناصر و خواهر ملک غازی عراق بود.

## زندگی
او دوران کودکی خود را در مکه گذراند. در سال ۱۹۲۰، پدرش فیصل به عنوان پادشاه سوریه اعلام شد و همسر و فرزندانش به کاخ سلطنتی تازه تأسیس در دمشق نقل مکان کردند. تنها پس از چهار ماه سلطنت، پادشاهی سوریه پس از جنگ فرانسه و سوریه منحل شد. در سال ۱۹۲۱، دولت بریتانیا تصمیم گرفت فیصل را به عنوان پادشاه پادشاهی جدید عراق، که بر آن قیمومت بین‌المللی داشتند، منصوب کند. او پذیرفت و به عنوان پادشاه عراق اعلام شد. خانواده سلطنتی به بغداد، پایتخت پادشاهی جدید، منتقل شدند.
پس از ورود ملکه و دخترانش به بغداد در سال ۱۹۲۴، گرترود بل اولین کسی بود که به او اجازه ورود داده شد. بل از طرف پادشاه برای اداره امور خانه خانواده‌اش به او سپرده شده بود. بل ترتیب داد تا مادام جودت بیگ چرکسی به عنوان ندیمه یا بانوی تشریفات ملکه منصوب شود و خانم فیرلی، معلم خصوصی انگلیسی ولیعهد، به شاهزاده خانم‌ها آداب و رسوم اروپایی را آموزش دهد. گرترود بل ملکه و دخترانش را زیبا، حساس و خجالتی توصیف کرد.
ملک فیصل از نظر سیاسی عاقلانه نمی‌دانست که ملکه و شاهدخت‌ها به شیوه غربی در زندگی عمومی شرکت کنند. ملکه هزیمه و دخترانش در ویلای حارثیه در حجاب زندگی می‌کردند و در ملاء عام یا در هیچ جمع مختلطی ظاهر نمی‌شدند. در حالی که پادشاه از مهمانان مرد در کاخ پذیرایی می‌کرد، ملکه و دخترانش در ویلای حارثیه از مهمانان زن پذیرایی می‌کردند و با مهمانان زن ملاقات می‌کردند. آنها در ملاء عام با حجاب ظاهر می‌شدند، اما زیر حجاب خود به سبک غربی سفارش داده شده از لندن لباس می‌پوشیدند و فقط در مهمانی‌های مخصوص زنان دیده می‌شدند.
در سال ۱۹۳۶، شاهدخت عزه به همراه برادرش از یونان بازدید کرد. در طول سفر، او با یکی از کارکنان یونانی هتل آشنا شد. پس از بازگشت به عراق، به دلایل سلامتی به همراه خواهرش شاهدخت راجحه اجازه بازگشت به یونان را دریافت کرد. در طول این سفر، او با مرد یونانی که در سفر قبلی خود با او آشنا شده بود، فرار کرد. او به شاهدخت راجحه اطلاع داد که اکنون ازدواج کرده و با نام آناستازیا به مسیحیت ارتدکس گرویده است. از آنجا که شوهر یونانی‌اش شهروند یونان بود، از طریق ازدواج، تابعیت ایتالیا به او اعطا شد. او با همسرش در رودس، قبرس و لندن زندگی می‌کرد. او فرزندی نداشت. در سال ۱۹۳۹، از همسرش جدا شد و در ایتالیا اقامت گزید و از دولت ایتالیا مستمری دریافت کرد. در سال ۱۹۴۳ از شوهرش در رم طلاق گرفت. پس از جنگ جهانی دوم، مستمری او از دولت ایتالیا متوقف شد. در این مرحله، او از بیماری رنج می‌برد. هنگامی که پسر عمویش شاهزاده عبدالله در سال ۱۹۴۵ از رم بازدید کرد، او با خانواده‌اش آشتی کرد و در اورشلیم ساکن شد. او بر اثر سرطان در لندن درگذشت.